# Trifina
Trifina, (in francese: Tryphine, Trifine, Triphine o Tréphine) (530 circa – 550 circa), è una santa bretone semi-leggendaria la cui vita è spesso considerata alla base della storia di Barbablù.
In Bretagna è largamente venerata come santa patrona dei bambini malati e nati in ritardo. La leggenda di Santa Trifina deriva probabilmente da una donna storicamente esistita che fu moglie del sovrano Conomor il Maledetto.

## Agiografia
Secondo alcuni autori, Trifina aveva sposato Jonas, figlio del re Deroch (conte della Dumnonia, fondata da suo padre Riwal) ed ebbe un figlio con lui, Judael. Jonas fu poi ucciso da Conomor il Maledetto, che sposò Trifina, figlia del suo alleato Waroch I. In seguito l'avrebbe resa, però, oggetto di violenze e poi uccisa. Conomor fu ucciso in battaglia da un rivale e divenne una figura negativa nella storiografia leggendaria bretone. 

## Culto

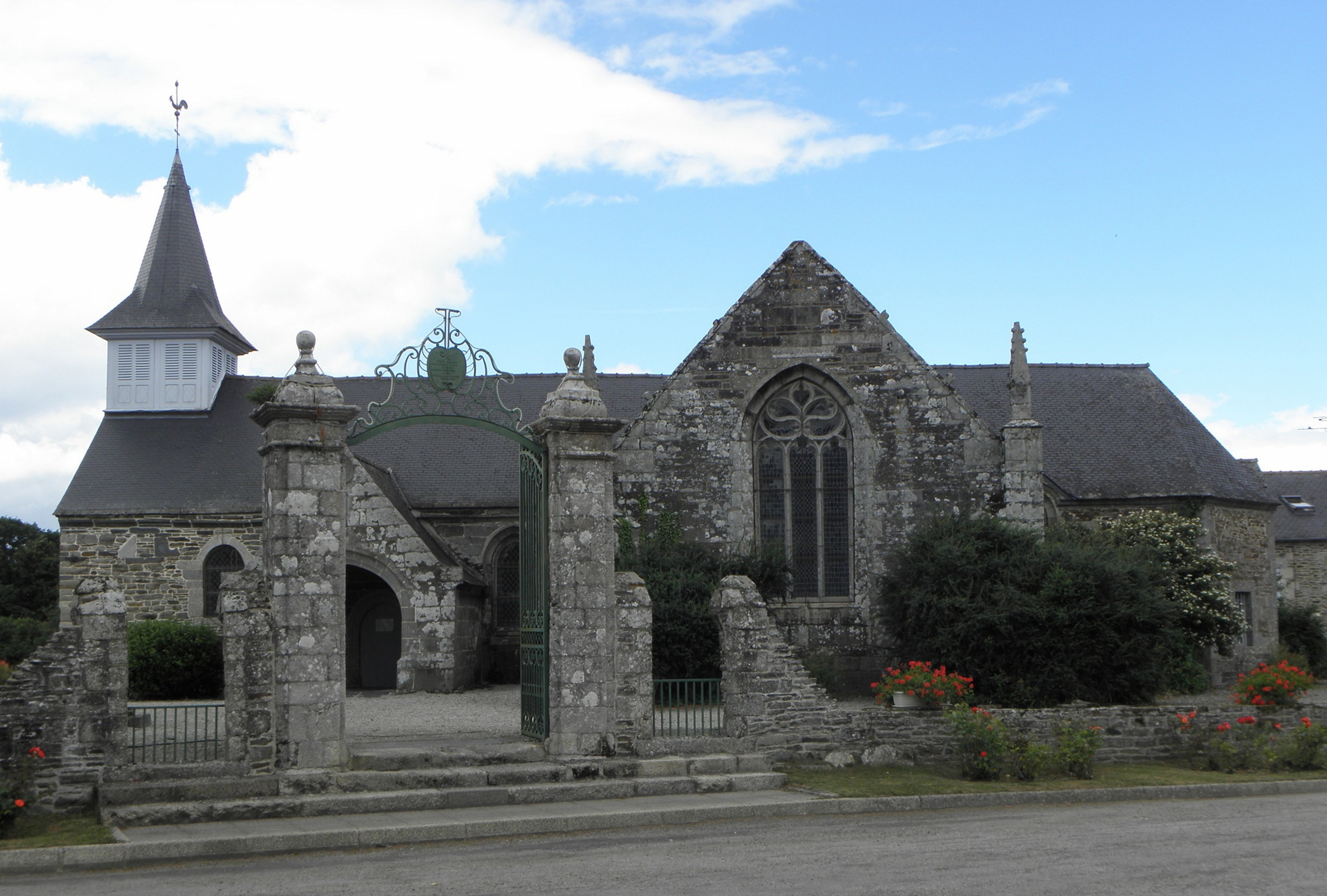
Chiesa di Sainte-Tréphine a Sainte-Tréphine, vista sud

Trifina fu considerata una santa martire, insieme a suo figlio Tremeur, e ci sono molte chiese dedicate a loro. Il villaggio di Sainte-Tréphine ha preso il suo nome da lei.

## Mito
Nelle leggende successive, la cattiveria di Conomor si estende fino ad includere l'omicidio delle tre mogli precedenti a Trifina. Trifina rifiuta di sposarlo per via della sua reputazione, ma, quando minaccia di invadere le terre del padre di lei, alla fine capitola, per risparmiare le vite del popolo di suo padre. Mentre Conomor non c'è, Trifina trova una stanza segreta che contiene resti delle mogli morte. Prega per le loro anime e i loro fantasmi le appaiono, mettendola in guardia sul fatto che Conomor la ucciderà se dovesse rimanere incinta. A seconda della versione del mito, questo viene spiegato o sulla base di una profezia che predice che sarà ucciso dal suo stesso figlio o per via del fatto che lui è interessato solo al piacere sessuale assicurato dalle mogli.
Quando Conomor torna, scopre che è incinta. Lei fugge con un aiuto soprannaturale da parte delle mogli defunte e partorisce in una foresta. Nasconde il bambino prima che Conomor possa trovarla. Lui la decapita. Ma il santo Gildas la trova e la resuscita miracolosamente. Vive allora con suo figlio in ritiro, ma dopo la morte di Trifina, Conomor trova il figlio Tremeur e lo uccide. In altre versioni Conomor rimane ucciso sotto il crollo del suo castello.

## Iconografia

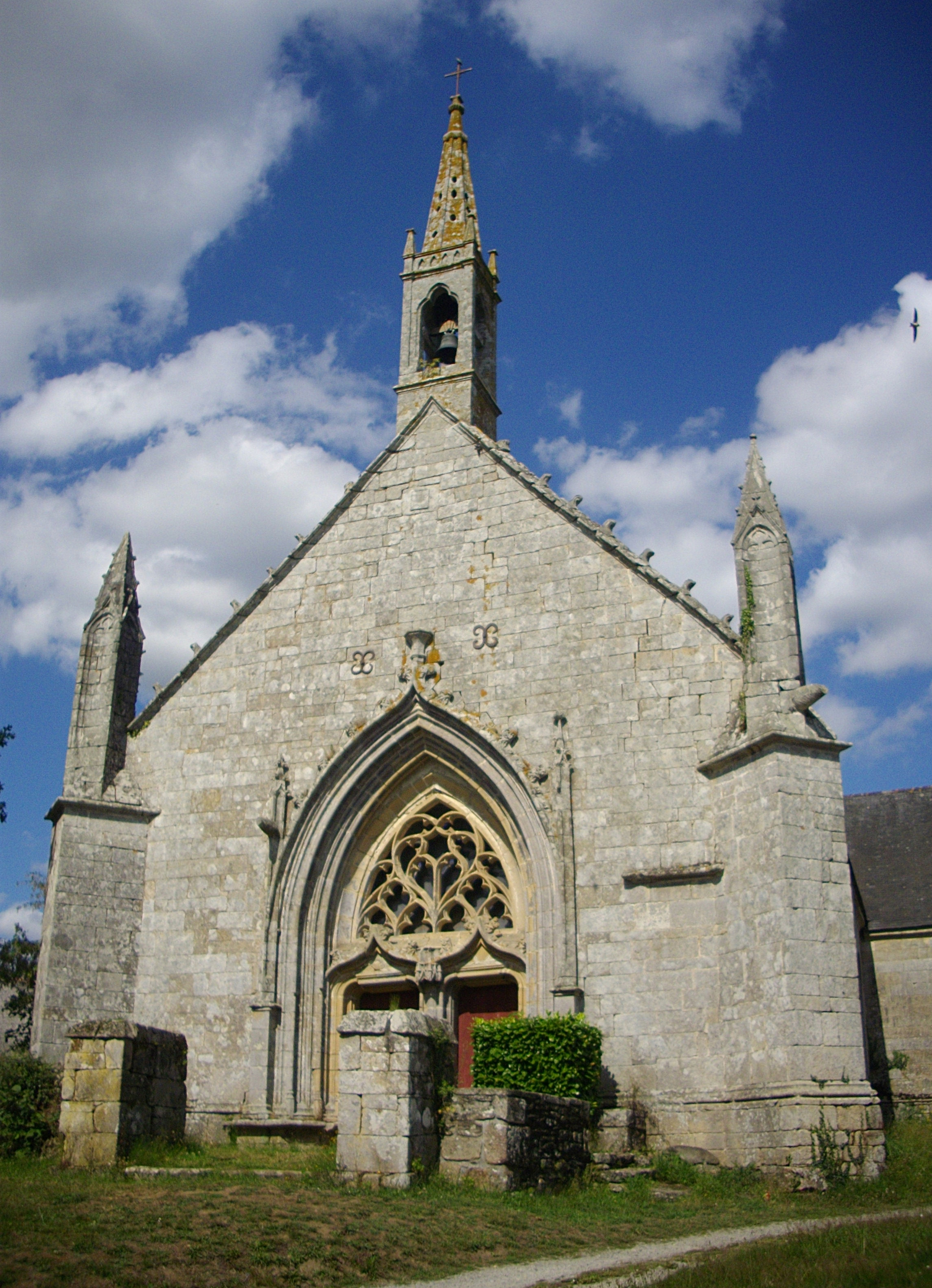
Cappella di Saint-Nicolas-des-Eaux

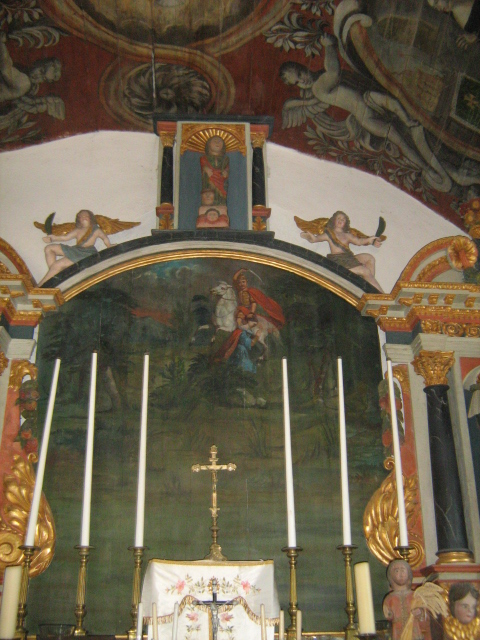
Affreschi tuttora visibili a Pontivy

Nel 1850 nel restauro della volta della cappella di Saint-Nicolas-des-eaux sono stati scoperti degli affreschi che rappresentavano la leggenda di Santa Trifina. In una prima scena si vedeva la santa sposare un signore bretone; nella seconda lui che si appresta a lasciare il castello e le dà una piccola chiave; nella terza Trifina che entra in una stanza in cui ci sono sette donne appese; nella quarta la santa che subisce un interrogatorio e il marito che la guarda minaccioso; nella successiva Trifina in preghiera che chiama la sorella che si tiene alla finestra; nell'ultima scena il marito che appende la moglie, mentre arrivano i fratelli di lei e San Gildas che la resuscita. 
Gli abitanti di Saint-Nicolas-des-eaux ritengono che il castello del signore fosse lì nei paraggi, sul monte Castennec (nomi antichi: Castellum Noïec o Castel Noec), che da allora sarebbe rimasto sterile e arido. 
Gli affreschi di questa volta ad oggi non sono più visibili, ma si trovano affreschi simili a Pontivy, della stessa epoca e con lo stesso svolgimento narrativo, sebbene presentino una differenza: l'ultima scena rappresenta Trifina in ginocchio, col marito che la tiene per i capelli e alza il coltello per dacapitarla. Si conclude dunque la rappresentazione con un finale drammatico.

## Mistery play
Il poeta e studioso francese di folklore François-Marie Luzel (conosciuto anche con il suo nome bretone Fañch an Uhel) ritrovò un mystery play su Trifina e re Artù, strutturato in 8 atti e su 2 giornate. Quest'opera veniva rappresentata soprattutto nel vescovato di Tréguier. 
In questa storia Artù e non Comonor è il marito di Trifina e lei presenta alcune caratteristiche di Ginevra. La trama coinvolge un fratello malvagio di Trifina, Kervoura, che progetta di ereditare il trono di Artù. È lui che, quando scopre che la sorella è incinta, decide di eliminare la discendenza. La rapisce, nasconde il bambino e poi la accusa di aver ucciso il figlio e di voler uccidere anche Artù. Il re ne ordina l'arresto ma lei scappa e si nasconde per sei anni a Orléans lavorando come serva. Poi però viene scoperta e condotta a corte. Artù crede però alla sua innocenza e hanno una bimba insieme. Kervoura riesce ad accusarla di adulterio, attraverso falsi testimoni. Viene condannata a morte per decapitazione dal parlamento di Rennes. Nel frattempo il figlio Tremeur era cresciuto e fuggito ai rapitori: grazie ad un naufragio lui e la sua nutrice erano arrivati presso il vescovo di Saint-Malo, avvertito da un angelo di andare sulla costa a prendere un bambino che vi avrebbe trovato. Di nuovo un angelo appare al vescovo, ordinandogli di accompagnare Tremeur a Rennes, dove il ragazzo sfida Kervoura a duello. Lo zio, prima di morire, confessa i propri crimini. L'esecuzione non ha luogo e Trifina e Artù sono riuniti. 
In questa forma contaminata, il nucleo della narrazione si sposta verso un tema diverso da quello della leggenda riguardante Trifina e Conomor il Maledetto e piuttosto diffuso nel Medioevo: il tema della donna ingiustamente accusata di adulterio..